# Palaemnema dentata
Palaemnema dentata es una libélula perteneciente a la familia Platystictidae. Son comúnmente conocidos como shadowdamsels o caballitos de sombra. Se encuentran desde México hasta América Central.

## Descripción de la especie
Los miembros de este género son muy diversos. Residen en la sombra densa cerca de los riachuelos que gotean en los bosques tropicales. La mayoría de estas libélulas son negras con marcas azules, aunque algunas son totalmente negras. En su mayoría tienen un tórax azul y una punta azul en el abdomen, y son similares en tamaño a los caballitos grandes de estanque. Aproximadamente miden 40 mm de longitud (de cabeza a cercos) y 20 mm de longitud alar. El protórax es grande y las piernas largas. Los machos tienen fórceps en forma de cerci (apéndices en la punta del abdomen).

## Estado de conservación
Según la IUCN, es una especie vulnerable (VU).